# Berenbach
Berenbach là một xã thuộc huyện Vulkaneifel, trong bang Rheinland-Pfalz, phía tây nước Đức. Xã này có diện tích 3,15 km², dân số thời điểm ngày 31 tháng 12 năm 2006 là 177 người.